# Список глав государств в 105 году
Список глав государств в 104 году — 105 год — Список глав государств в 106 году — Список глав государств по годам

## Африка
- Мероитское царство (Куш) — Аманихалика, царь (103 — 108)

## Азия
- Армения Великая — Санатрук I, царь (88 — 110)
- Иберия — Картам, царь (75— 106)
- Китай (Династия Восточная Хань) — Хэ-ди (Лю Чжао), император (88 — 106)
- Корея (Период Трех государств):
  - Когурё — Тхэджохо, тхэван (53 — 146)
  - Пэкче — Киру, король (77 — 128)
  - Силла — Пхаса, исагым (80 — 112)
- Кушанское царство:
  - Вима Такто, царь  (80 — 105)
  - Вима Кадфиз, великий император  (105 — 127)
- Набатейское царство — Раббель II Сотер, царь  (70 — 106)
- Осроена — Санатрук I, царь  (91 — 109)
- Парфия:
  - Пакор II, шах (78 — 105)
  - Хосрой, шах (105 — 129)
  - Вологез II, шах (105 — 147)
- Хунну — Тань, шаньюй (98—124)
- Япония — Кэйко, тэнно (император) (71 — 130)

## Европа
- Боспорское царство — Савромат I, царь  (90 — 123)
- Дакия — Децебал, вождь  (87 — 106)
- Ирландия — Туатал Техтмар, верховный король (76 — 106)
- Римская империя:
  - Траян, римский император (98 — 117)
  - Тиберий Юлий Кандид Марий Цельс, консул (105)
  - Гай Анций Авл Юлий Квадрат, консул (105)

## Галерея
- Марк Ульпий Траян 
 98—117 
 Император Римской империи
- Пакор II 
 78—105 
 Шах Парфии
- Кэйко 
 71—130 
 Император Японии
- Децебал 
 87—106 
 Вождь даков